# Annie Lennox
Annie Lennox, właściwie Ann Lennox (ur. 25 grudnia 1954 w Aberdeen) – szkocka piosenkarka i autorka piosenek, wykonująca muzykę z pogranicza popu, soulu i rocka. Była wokalistka i kompozytorka duetu Eurythmics, a wcześniej The Tourists. Jej głos jest klasyfikowany jako kontralt. Lennox jest także działaczką społeczną, przewodząc od 2007 akcji Sing Campaign, mającej na celu walkę z AIDS w Afryce.
W ciągu swojej wieloletniej kariery zdobyła Oscara, Brit Award, Grammy oraz Złotego Globa. W 2011 została odznaczona także Orderem Imperium Brytyjskiego. Łączna sprzedaż jej nagrań, zarówno solowych, jak i z Eurythmics, przekroczyła liczbę 80 milionów egzemplarzy. Magazyn Rolling Stone umieścił ją na swojej liście „100 najlepszych piosenkarek wszech czasów”. Telewizja VH1 uznała ją za jedną ze „100 najlepszych kobiet w muzyce”.

## Życiorys

### 1954–1980: Początki
Lennox urodziła się w szkockim mieście Aberdeen. Jej ojciec pracował w stoczni przy produkcji kotłów okrętowych, a matka była kucharką. Była jedynaczką i wspólnie z rodzicami mieszkała w dwupokojowym mieszkaniu. Pomimo trudnej sytuacji finansowej, pobierała lekcje gry na fortepianie, a mając 11 lat, rozpoczęła także naukę gry na flecie. Interesowała się też śpiewaniem i często spędzała czas śpiewając popularne w tamtym czasie piosenki, m.in. zespołu The Beatles. Uczęszczała do Aberdeen High School for Girls. W wieku 17 lat dostała się do Królewskiej Akademii Muzycznej w Londynie, gdzie studiowała muzykę poważną. Czuła się wówczas nieszczęśliwa, częściowo z powodu swojej samotności i nieśmiałości. Tuż przed końcowymi egzaminami rzuciła studia. Pracowała m.in. w fabryce rybnej i sklepie odzieżowym.
Występowała krótko jako flecistka w zespole Dragon’s Playground. Pracując jako kelnerka w jednej z londyńskich restauracji, poznała Davida Stewarta. Razem z Peetem Coombesem w 1976 założyli oni nowofalowe trio The Catch, wydając tylko jeden singel „Borderline”, który nie odniósł sukcesu. Wkrótce dołączyli do nich Jim Toomey i Eddie Chin, a zespół przemianował się na The Tourists. Wydali trzy albumy studyjne oraz kilka singli. Dwa z nich, cover „I Only Want to Be with You” i „So Good to Be Back Home Again”, dotarły do pierwszej dziesiątki brytyjskiej listy sprzedaży. Pod koniec 1980 roku zespół został jednak rozwiązany.

### 1981–1991: Eurythmics
Po rozpadzie The Tourists, Annie i Dave postanowili razem kontynuować karierę i założyli synth popowy duet Eurythmics. Pierwszy album duetu, In the Garden, ukazał się w 1981 roku. Mimo dobrych ocen krytyków, nie znalazł on wielu nabywców.
Przełomem był wydany na początku 1983 album Sweet Dreams (Are Made of This), z tytułowym singlem, który dotarł do pierwszego miejsca amerykańskiej listy Billboard Hot 100 i drugiego na brytyjskiej UK Singles Chart. W wideoklipie do utworu Lennox zaprezentowała swój charakterystyczny androgyniczny wizerunek z krótkimi, pomarańczowymi włosami, ubrana w męski garnitur. O ile w Europie nie wzbudził on sensacji, to w USA wywołał oburzenie. Kontrowersje wzbudził też klip do kolejnej piosenki, „Love Is a Stranger”.
Pod koniec 1983 ukazał się kolejny album Eurythmics, Touch, który zawierał przeboje „Who’s That Girl?” i „Here Comes the Rain Again”. W tym samym roku Stewart i Lennox przyjęli propozycję nagrania ścieżki dźwiękowej do filmu 1984. Ukazała się ona na płycie 1984 (For the Love of Big Brother). Płyta nie odniosła sukcesu, a zespół wdał się w nieporozumienie z reżyserem filmu i firmą Virgin Records, która zleciła nagranie soundtracku.

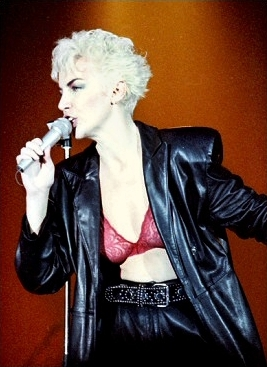
Annie Lennox podczas występu w Norwegii, 1986

W 1985 Eurythmics wydali album Be Yourself Tonight, który odchodził nieco w stronę rocka i R&B. Zawierał m.in. przeboje „There Must Be an Angel” oraz „Sisters Are Doin’ It for Themselves” w duecie z Arethą Franklin. Płyta odniosła duży sukces, podobnie jak następna, Revenge, wydana w 1986. Krążek prezentował pop-rockowe brzmienie i przyniósł kolejne hity, m.in. „When Tomorrow Comes” i „The Miracle of Love”. W tym samym roku duet wyruszył w największą w swej karierze trasę koncertową, Revenge Tour.
Siódma płyta, Savage z 1987 roku, była powrotem do bardziej elektronicznego brzmienia. Zebrała jednak mieszane recenzje i nie powtórzyła sukcesu poprzednich. W 1988 Lennox razem z Alem Greenem nagrała świąteczną piosenkę „Put a Little Love in Your Heart” do filmu Wigilijny show. Następny album Eurythmics, We Too Are One, ukazał się w 1989. Choć w Wielkiej Brytanii zadebiutował na pierwszym miejscu listy sprzedaży, to otrzymał mieszane recenzje i przyniósł tylko dwa średnie przeboje: „Don’t Ask Me Why” i „Revival”. Po 10 latach, duet zawiesił działalność, a Lennox i Stewart postanowili skupić się na karierach solowych. W 1991 Annie nagrała cover standardu „Ev’ry Time We Say Goodbye” do filmu Edward II. W tamtym czasie zajęła się też pomocą bezdomnym.

### 1992–2009: Kariera solowa
Lennox powróciła na rynek muzyczny w kwietniu 1992, wydając pierwszą solową płytę Diva nakładem wytwórni RCA. Płyta spotkała się z dobrym przyjęciem zarówno krytyków, jak i publiczności, docierając do pierwszego miejsca na brytyjskiej liście UK Albums Chart, a także do pierwszej piątki list sprzedaży m.in. w Austrii, Holandii i Szwecji. Pochodzące z niej single „Why”, „Walking on Broken Glass” i „Little Bird” były notowane na międzynarodowych listach przebojów. W tym samym roku Lennox wzięła udział w wydarzeniu The Freddie Mercury Tribute Concert, wykonując utwór „Under Pressure” w duecie z Davidem Bowie. Nagrała też utwór „Love Song for a Vampire” do filmu Drakula. W 1993, na gali Brit Awards, Lennox otrzymała dwie nagrody: za album Diva i dla „najlepszej artystki solowej”. Z kolei piosenka „Why” została uhonorowana Nagrodą Ivora Novello.
W marcu 1995 ukazał się jej drugi solowy album pt. Medusa, zawierający covery utworów z repertuaru innych wykonawców. Płyta powtórzyła sukces debiutanckiego albumu i dotarła do pierwszego miejsca na brytyjskiej liście sprzedaży oraz do top 5 m.in. w Austrii, Niemczech, Australii i Nowej Zelandii. Pierwszy singel, „No More „I Love You’s””, stał się międzynarodowym przebojem i otrzymał Nagrodę Grammy. Popularnością cieszył się także następny, „A Whiter Shade of Pale”. W sierpniu Annie wystąpiła jako jedna z głównych gwiazd polskiego Sopot Festival, a we wrześniu zagrała koncert w nowojorskim Central Parku, wydany następnie na DVD. W 1996 zdobyła kolejną Brit Award dla „najlepszej artystki solowej”.
W 1997 nagrała nową wersję piosenki „Angel” na album dedykowany zmarłej księżnej Dianie, a następnie utwór „Mama” do filmu Rewolwer i melonik. Po śmierci jednego z byłych członków The Tourists, Annie odnowiła swój kontakt z Davidem Stewartem, co zaowocowało reaktywacją Eurythmics w 1999. Ich nowa płyta pt. Peace spotkała się z sukcesem i zawierała popularny singel „I Saved the World Today”, a zespół wyruszył w trasę koncertową pod nazwą Peacetour. Cały dochód z trasy został przekazany organizacjom Amnesty International i Greenpeace.

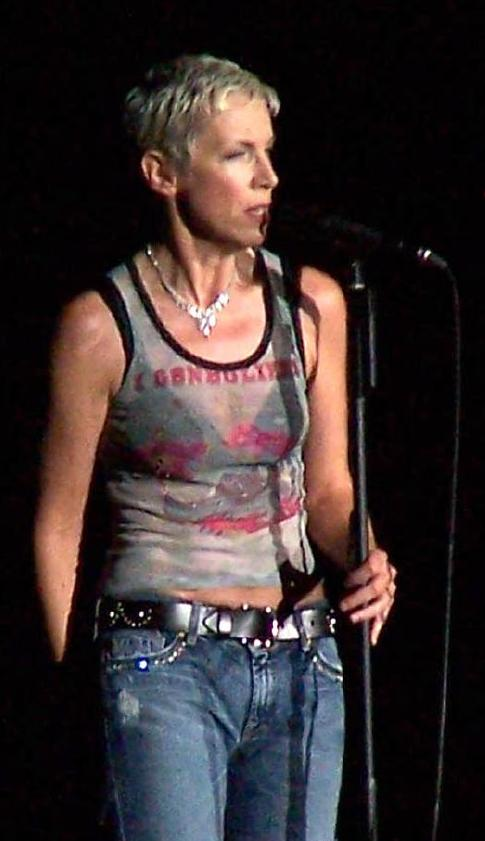
Annie Lennox (2004)

W 2003 Lennox wydała trzeci solowy album pt. Bare. Został on wysoko oceniony przez krytyków i spotkał się z sukcesem komercyjnym, docierając do top 5 w Wielkiej Brytanii, USA, Kanadzie i Niemczech. Wszystkie trzy single z płyty, „Pavement Cracks”, „A Thousand Beautiful Things” i „Wonderful”, trafiły na pierwsze miejsce amerykańskiej listy tanecznej. W tym samym roku artystka wyruszyła też w swoje pierwsze solowe tournée i nagrała utwór „Into the West” do filmu Władca Pierścieni: Powrót króla. Został on uhonorowany Oscarem, Złotym Globem i Grammy. W lipcu 2005 wystąpiła podczas koncertu Live 8 w Hyde Parku w Londynie, a pod koniec roku ukazała się kompilacja Ultimate Collection Eurythmics kończąca reaktywację duetu.
W październiku 2007 ukazał się czwarty solowy album Lennox, Songs of Mass Destruction, prezentujący mroczniejszy charakter. Uplasował się on w top 10 na listach sprzedaży w Wielkiej Brytanii, USA, Kanadzie i Szwajcarii, oraz na 3. miejscu we Włoszech. Singlami promującymi wydawnictwo był utwory „Dark Road” i „Sing”. W nagraniu tej drugiej piosenki wzięły udział 23 światowej sławy wykonawczynie, m.in. Madonna, Céline Dion, Melissa Etheridge, Pink, Shakira i zespół Sugababes. Utwór „Sing” był częścią nowej kampanii społecznej Sing Campaign prowadzonej przez Lennox, mającej na celu walkę z AIDS Jesienią artystka wyruszyła w trasę koncertową w Stanach Zjednoczonych pod nazwą Annie Lennox Sings. W 2008 utworzyła organizację charytatywną o nazwie The Circle, działającą na rzecz kobiet.
W lutym 2009 artystka wydała kompilację The Annie Lennox Collection, zawierającą jej największe przeboje solowe oraz dwa premierowe nagrania, w tym singel „Shining Light”. Składanka zadebiutowała na drugim miejscu w Wielkiej Brytanii. Uplasowała się też w top 5 m.in. we Włoszech i Nowej Zelandii. Wydanie tego albumu wypełniło warunki kontraktu Lennox z koncernem Sony BMG, z którym była związana do tej pory.

### Od 2010
W sierpniu 2010 Lennox podpisała nowy kontrakt wydawniczy z firmą Universal Music. W listopadzie wydała nowy album A Christmas Cornucopia, składający się z tradycyjnych świątecznych utworów oraz nowej, autorskiej piosenki „Universal Child”, która poprzedziła płytę jako singel. Album otrzymał przychylne recenzje i osiągnął umiarkowany sukces komercyjny, m.in. top 20 list sprzedaży w Wielkiej Brytanii i Kanadzie. W 2011 roku Lennox została odznaczona Orderem Imperium Brytyjskiego za jej pracę na rzecz walki z AIDS i biedą w Afryce. Pod koniec roku w Muzeum Wiktorii i Alberta otworzona została wystawa The House of Annie Lennox poświęcona artystce. W czerwcu 2012 wystąpiła podczas koncertu uświetniającego Diamentowy Jubileusz królowej Elżbiety II przed Pałacem Buckingham, a w sierpniu na ceremonii zakończenia Letnich Igrzysk Olimpijskich na Stadionie Olimpijskim w Londynie.
W październiku 2014 ukazał się nowy solowy album Lennox o tytule Nostalgia, składający się z coverów jazzowych i soulowych klasyków. Pierwszym singlem było nagranie „I Put a Spell on You”. Dzięki wykorzystaniu piosenki w filmie Pięćdziesiąt twarzy Greya, osiągnęła ona umiarkowany sukces na międzynarodowych listach przebojów. Album wszedł do pierwszej dziesiątki list sprzedaży m.in. w Wielkiej Brytanii, Stanach Zjednoczonych, Kanadzie i Włoszech.
W kolejnych latach Lennox skupiła się na działalności charytatywnej i aktywizmie społecznym. W 2017 roku piosenkarka stwierdziła, że nie ma już ochoty na pisanie piosenek. Po kilku latach dodała, że nie będzie już wyruszać w trasy koncertowe, a swoją działalność sceniczną ograniczy tylko do pojedynczych występów. W 2019 wydała niezależnie instrumentalną EP-kę Lepidoptera.

## Działalność polityczna

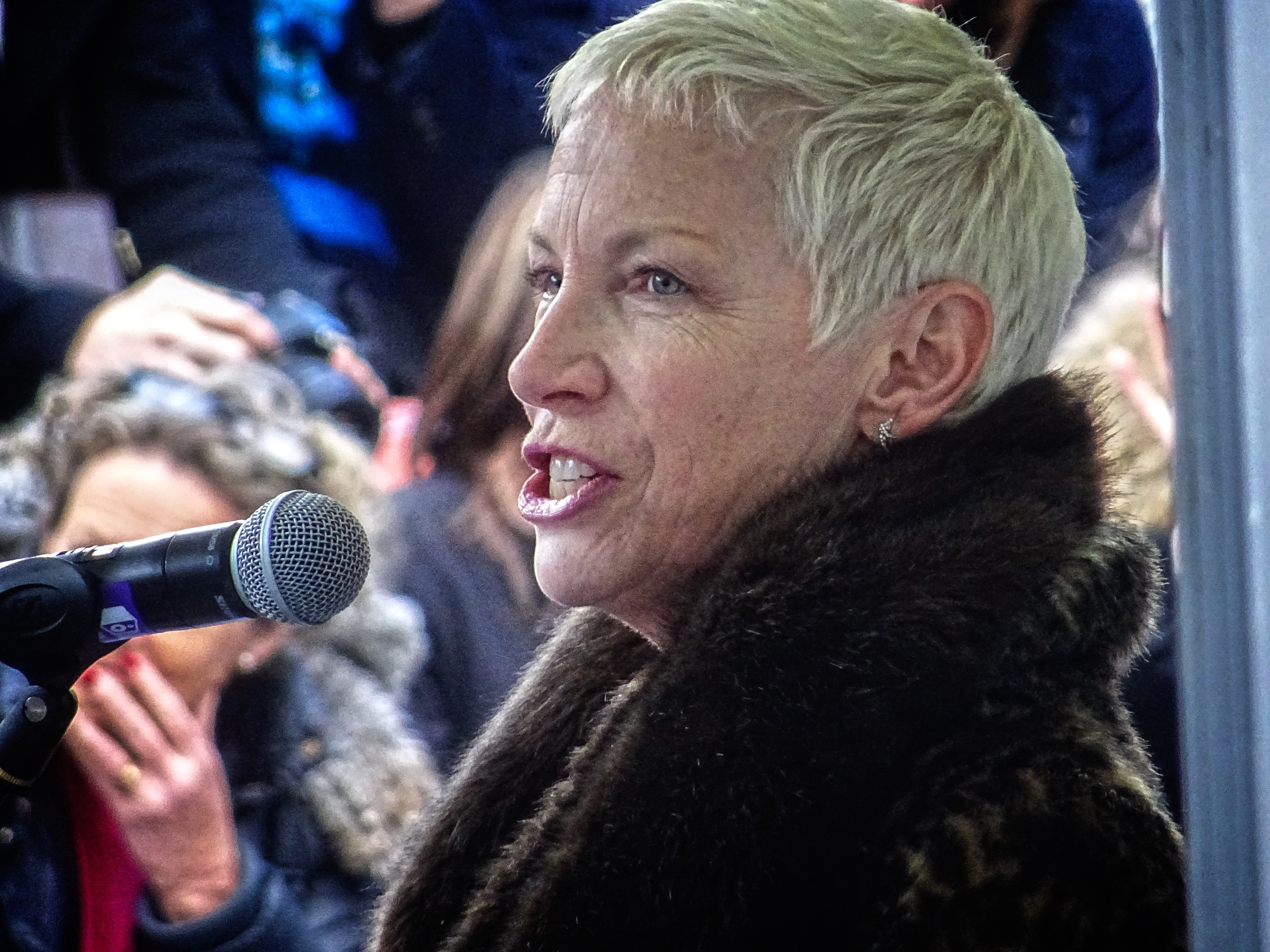
Annie Lennox podczas marszu na rzecz kobiet w Londynie, 2017

W 2003 Lennox wsparła antywojenną kampanię przeciwko wojnie w Iraku.
Lennox wyraziła wsparcie dla organizacji pozarządowej Burma Campaign UK, która ma na celu przywrócenie praw człowieka i demokracji w Birmie.
W styczniu 2009 artystka głośno sprzeciwiła się działaniom zbrojnym w Strefie Gazy, biorąc udział w dwóch protestach na placu Trafalgar Square w Londynie.
Piosenkarka wyraziła poparcie dla wolności Tybetu oraz tybetańskich więźniów politycznych Paldena Gjaco i Ngawanga Choephela.
Początkowo wypowiedziała się przychylnie na temat opuszczenia Wielkiej Brytanii przez Szkocję, jednak ostatecznie wyraziła nieco bardziej neutralne stanowisko i nie zagłosowała w referendum.
Lennox opowiedziała się przeciwko Brexitowi, podpisując petycję o nazwie Music4EU razem z wieloma innymi znanymi artystami w grudniu 2018. W marcu 2019 podpisała kolejną petycję domagającą się anulowania Artykułu 50.
W październiku 2023 Lennox podpisała list otwarty nawołujący do zaprzestania działań zbrojnych Izraela w Strefie Gazy. Swój apel powtórzyła podczas występu na gali rozdania Nagród Grammy w lutym 2024.

## Życie prywatne
Pod koniec lat 70. Lennox była związana z Davidem Stewartem, z którym występowała w zespole The Tourists, a później współtworzyła duet Eurythmics.
Jej pierwszym mężem, w latach 1984–1985, był niemiecki kapłan ruchu Hare Kryszna, Radha Raman.
Koncertując w Japonii, Annie poznała izraelskiego producenta filmowego Uriego Fruchtmanna, którego poślubiła w 1988. Tego samego roku urodziła syna, Daniela, który jednak zmarł przy porodzie. Annie i Uri doczekali się później dwóch córek: Loli (ur. 1990) i Tali (ur. 1993), a ich małżeństwo trwało do 2000 roku.
Trzecim mężem artystki został Mitchell Besser, działacz na rzecz walki z AIDS w Afryce. Para pobrała się we wrześniu 2012.
Lennox określa się jako agnostyczka i feministka.

## Dyskografia

### Albumy
- 1992: Diva
- 1995: Medusa
- 2003: Bare
- 2007: Songs of Mass Destruction
- 2009: The Annie Lennox Collection (kompilacja)
- 2010: A Christmas Cornucopia
- 2014: Nostalgia
- 2019: Lepidoptera (EP)

### Single
- 1988: „Put a Little Love in Your Heart” (oraz Al Green)
- 1992: „Why”
- 1992: „Precious”
- 1992: „Walking on Broken Glass”
- 1992: „Cold”
- 1993: „Little Bird”
- 1993: „Love Song for a Vampire”
- 1995: „No More „I Love You’s””
- 1995: „A Whiter Shade of Pale”
- 1995: „Waiting in Vain”
- 1995: „Something So Right” (oraz Paul Simon)
- 2003: „Pavement Cracks”
- 2003: „A Thousand Beautiful Things”
- 2003: „Wonderful”
- 2003: „Into the West”
- 2007: „Dark Road”
- 2007: „Sing”
- 2009: „Shining Light”
- 2009: „Pattern of My Life”
- 2009: „Full Steam” (oraz David Gray)
- 2010: „Universal Child”
- 2010: „God Rest Ye Merry Gentlemen”
- 2011: „The Holly and the Ivy”
- 2014: „I Put a Spell on You”
- 2014: „Summertime”
- 2014: „Georgia on My Mind”

## Nagrody
- 1984: Brit Award w kategorii Best British Female Solo Artist
- 1986: Brit Award w kategorii Best British Female Solo Artist
- 1989: Brit Award w kategorii Best British Female Solo Artist
- 1990: Brit Award w kategorii Best British Female Solo Artist
- 1993: Brit Award w kategorii Best British Female Solo Artist
- 1993: Brit Award w kategorii Best British Album za płytę Diva
- 1993: Nagroda Grammy w kategorii Best Long Form Music Video za wydawnictwo Totally Diva
- 1996: Brit Award w kategorii Best British Female Solo Artist
- 1996: Nagroda Grammy w kategorii Best Female Pop Vocal Performance za piosenkę „No More „I Love You’s””
- 2002: Billboard Century Award[59]
- 2004: Złoty Glob w kategorii Best Original Song za piosenkę „Into the West”
- 2004: Oscar w kategorii Best Original Song za piosenkę „Into the West”[60]
- 2005: Nagroda Grammy w kategorii Best Song Written for a Motion Picture, Television or Other Visual Media za piosenkę „Into the West”
- 2008: American Music Award – Award of Merit
- 2008: Webby Award za swoją stronę internetową[61]
- 2010: GQ Charity Women of the Year Award